# Scopula semicostata
Scopula semicostata är en fjärilsart som beskrevs av W. Warren 1904. Scopula semicostata ingår i släktet Scopula och familjen mätare. Inga underarter finns listade.